# 蛇齒龍屬
蛇齒龍屬（意為「蛇的牙齒」），是種大型合弓類盤龍目動物。蛇齒龍是蛇齒龍科演化支的物種，蛇齒龍為蛇齒龍科最著名的物種。蛇齒龍是最原始的合弓類動物之一，與其他蛇齒龍科有接近親緣關係，例如始祖單弓獸（Archaeothyris）。

## 敘述
蛇齒龍的身長至少2公尺，最大的個體可達3.6公尺，體重估計約30到60公斤。蛇齒龍的體型隨者時代而增加，直到二疊紀早期結束時牠們滅絕。頭顱骨很深，有長頜部，並擁有銳利牙齒。蛇齒龍可能在小河與池塘裡捕食魚類，但是長而狹窄的頭顱骨似乎不適合這種生活方式。

## 地理分布
蛇齒龍的化石發現於北美洲與歐洲，包含：英格蘭沃里克郡的二疊紀早期地層、法國勃艮地的二疊紀早期地層、加拿大新斯科細亞的約金斯組（Joggins Formation），屬於石炭紀莫斯科階到卡西莫夫階；以及美國亞利桑那州、科羅拉多州、新墨西哥州、猶他州的卡特勒組（Cutler Formation），屬於二疊紀早期；還有堪薩斯州、奧克拉荷馬州、德州、俄亥俄州的二疊紀早期地層。

## 圖片集

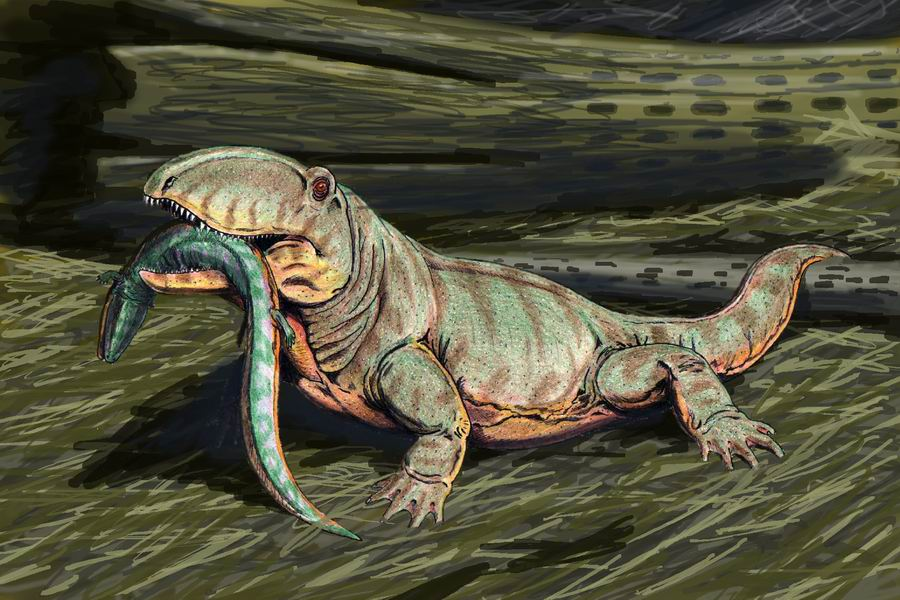
O. mirus的想像圖
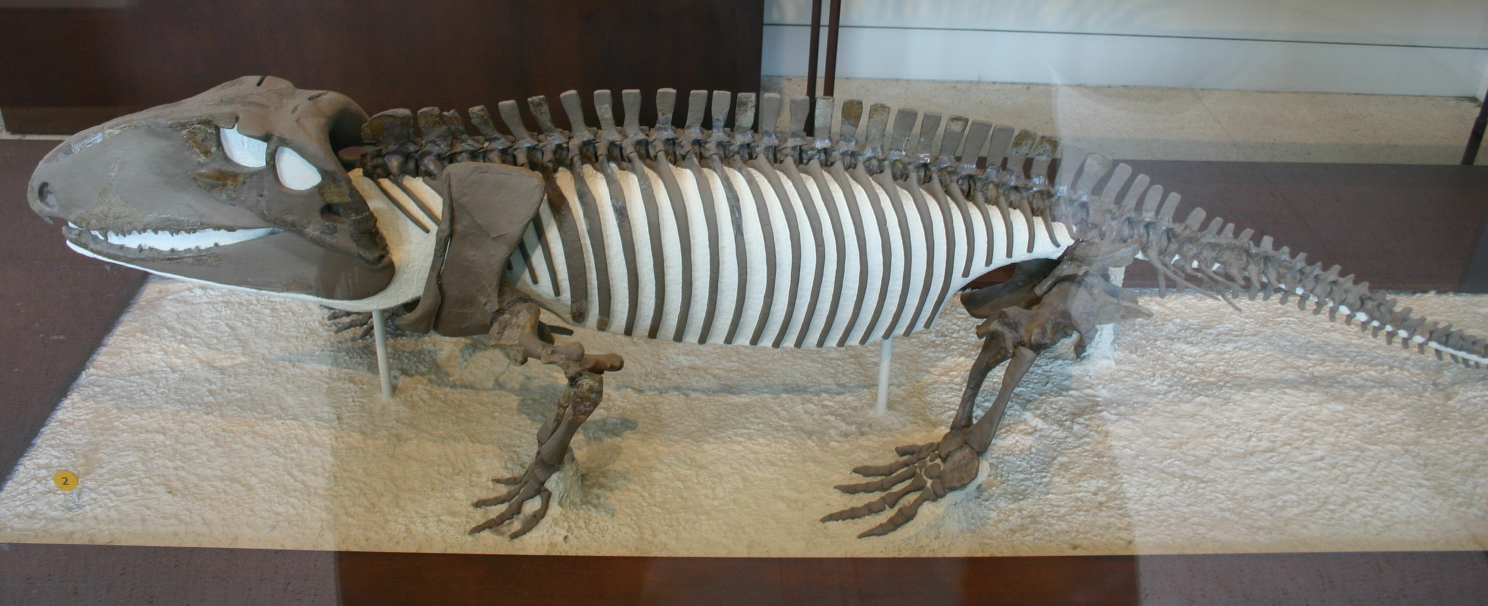
O. retroversus骨骼模型
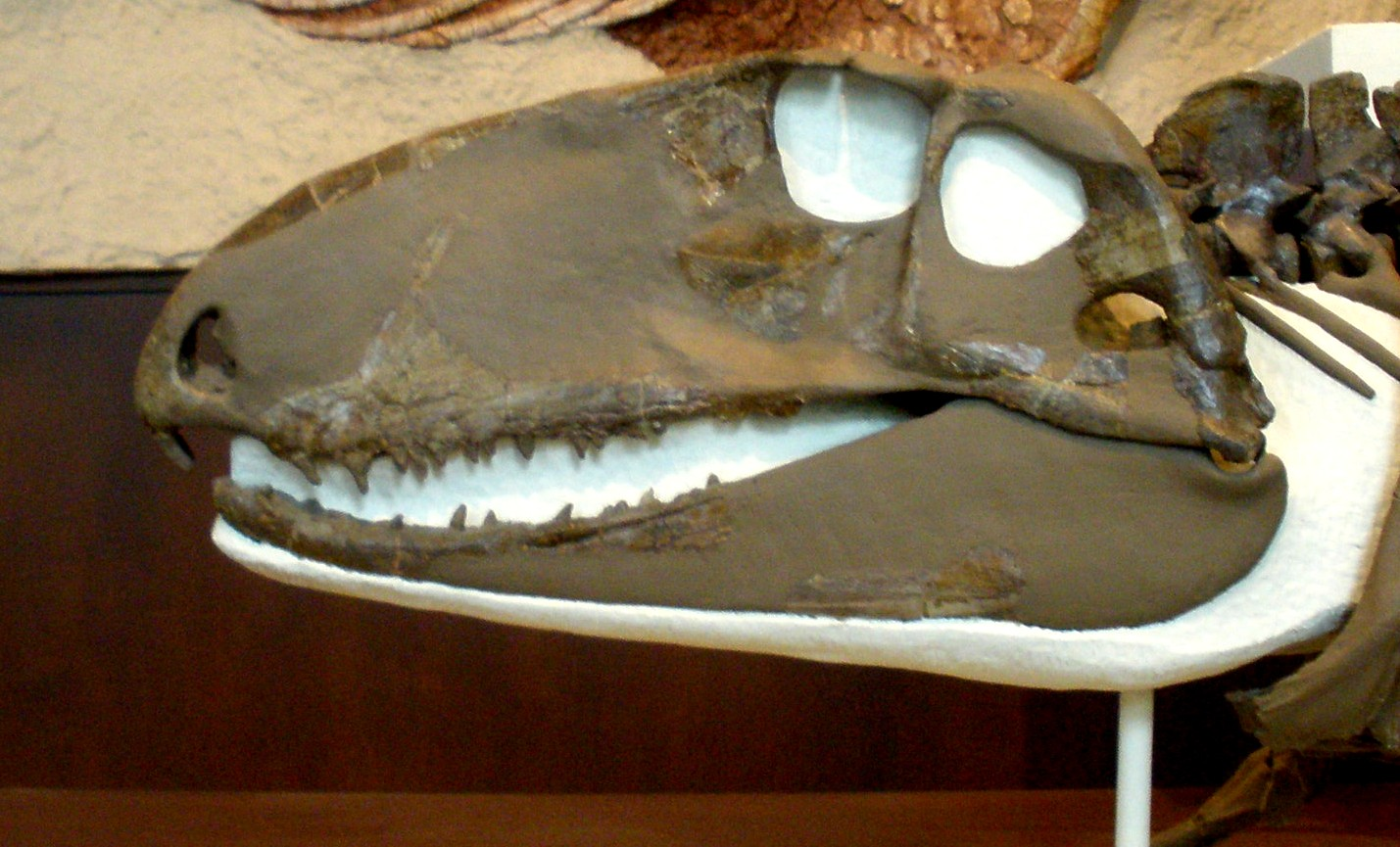
O. retroversus的頭顱骨
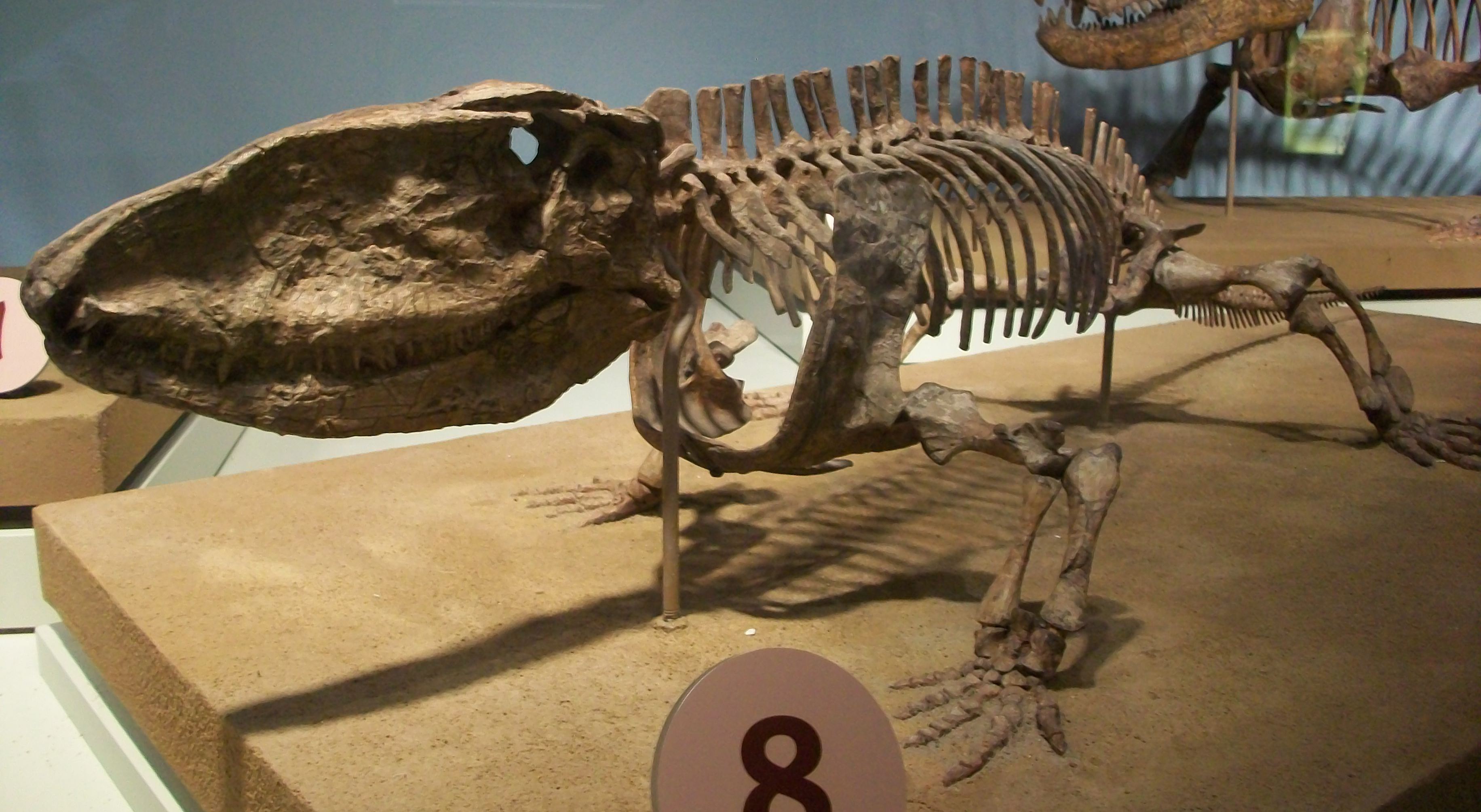
O. mirus的骨架模型
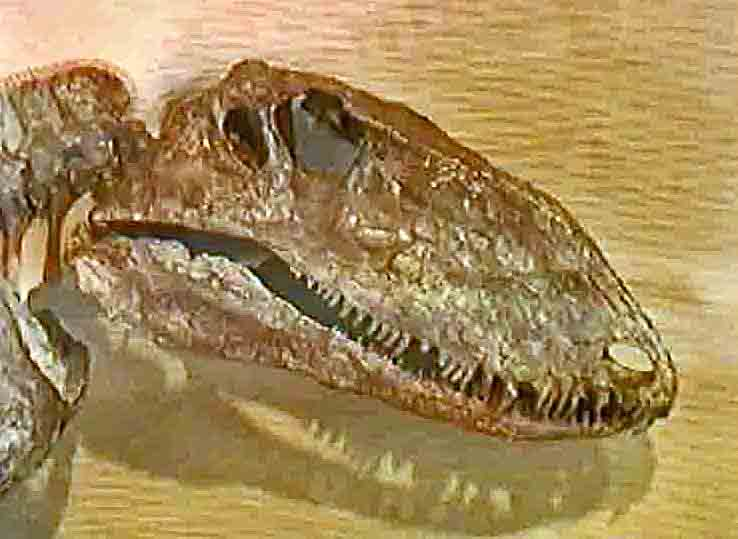
O. uniformis 的頭顱骨